# Гірськолижний спорт на зимових Азійських іграх 1990
Змагання з гірськолижного спорту на зимових Азійських Іграх 1990 проводилися в Саппоро (Японія) з 10 по 13 березня. Було проведено 4 змагання — 2 для жінок та 2 для чоловіків. У наступних зимових Азійських іграх змагання зі слалому було скасовано, проте на іграх 1999 року, які проводились у Південній Кореї їх знову було відновлено.

## Медалісти
Чоловіки
| Дисципліна         | Золото                 | Срібло                | Бронза                   |
| ------------------ | ---------------------- | --------------------- | ------------------------ |
| Слалом             | Кеїдзі Ошігірі Японія  | Хідето Іто Японія     | Хо Син Ук Південна Корея |
| Гігантський слалом | Кімінобу Кімура Японія | Тошінобу Авано Японія | Такудзі Камібаяші Японія |

Жінки
| Дисципліна         | Золото                | Срібло                | Бронза              |
| ------------------ | --------------------- | --------------------- | ------------------- |
| Слалом             | Вака Окадзакі Японія  | Сачіко Ямамото Японія | Макіко Іто Японія   |
| Гігантський слалом | Сачіко Ямамото Японія | Вака Окадзакі Японія  | Сачіє Йохіда Японія |

## Таблиця медалей
| Місце                      | Країна         | Золото | Срібло | Бронза | Загалом |
| -------------------------- | -------------- | ------ | ------ | ------ | ------- |
| 1                          | Японія         | 4      | 4      | 3      | 11      |
| 2                          | Південна Корея | 0      | 0      | 1      | 1       |
| Разом                      | Разом          | 4      | 4      | 4      | 12      |
| Примітка: приймаюча країна |                |        |        |        |         |

## Результати

### Чоловіки

#### Слалом
12 березня
| Місце | Атлет                    | Час     |
| ----- | ------------------------ | ------- |
| 1     | Кеїдзі Ошігірі Японія    | 1:31.74 |
| 2     | Хідето Іто Японія        | 1:34.90 |
| 3     | Хо Син Ук Південна Корея | 1:38.90 |

#### Гігантський слалом
10 березня
| Місце | Атлет                    | Час     |
| ----- | ------------------------ | ------- |
| 1     | Кімінобу Кімура Японія   | 2:12.02 |
| 2     | Тошінобу Авано Японія    | 2:12.79 |
| 3     | Такудзі Камібаяші Японія | 2:13.46 |

### Жінки

#### Слалом
13 березня
| Місце | Атлет                 | Час     |
| ----- | --------------------- | ------- |
| 1     | Вака Окадзакі Японія  | 1:03.28 |
| 2     | Сачіко Ямамото Японія | 1:03.59 |
| 3     | Макіко Іто Японія     | 1:04.14 |

#### Гігантський слалом
11 березня
| Місце | Атлет                 | Час     |
| ----- | --------------------- | ------- |
| 1     | Сачіко Ямамото Японія | 2:28.30 |
| 2     | Вака Окадзакі Японія  | 2:29.69 |
| 3     | Сачіє Йохіда Японія   | 2:30.44 |